# Roseline comme dans les films
Pour plus de détails, voir Fiche technique et Distribution.
Roseline comme dans les films est un court métrage de fiction québécois réalisé par Sara Bourdeau,,. Le film est une adaptation de la nouvelle « Roseline » de Louise Portal, publiée en 2016 dans le recueil Aimer encore et toujours. Il a fait l'objet de projections dans divers festivals nationaux et internationaux, dont le Festival du film canadien (en), le Festival International du Film Fantasia et le Festival International de Cinéma de Kinshasa. Il s'agit du 5e court métrage de la réalisatrice.

## Synopsis
Roseline, une actrice renommée, est connue pour ses rôles œuvres cinématographiques. Alors qu'elle se prépare à jouer le rôle de sa carrière, l'univers du cinéma et la réalité s'entremêlent. La rencontre d'une jeune actrice menace de révéler un secret enfouit de son passé. 

## Fiche technique
- Titre original : Roseline comme dans les films
  - Titre en anglais ou international : Roseline Like in the Movies[5]
- Réalisation : Sara Bourdeau
- Scénario : Sara Bourdeau
- Cinématographie : Simon Lamarre-Ledoux
- Conception sonore : Samuel Gagnon-Thibodeau
- Montage : Odrée Lapointe
- Production : Némésis Films (Dominique Dussault)
- Assistance à la réalisation : Marilou Caravecchia Pelletier
- Direction artistique : Yola van Leeuwenkamp
- Coordination à la postproduction : Rachel Tremblay Saint-Yves
- Colorisation : Charles Boileau
- Assistance à la colorisation : Stéphanie Vaillancourt
- Durée : 15 minutes
- Pays d'origine :  Canada ( Québec)
- Langue originale : français
- Date de sortie: 
  - Canada : 2019

### Distribution
- Louise Portal : Roseline
- David Savard : Laurent
- Florence Blain Mbaye : Marie

## Distinctions

### Récompenses
- 2021 : Prix spécial du jury, court métrage de fiction, Cinema on the Bayou Film Festival, Lafayette, Louisiane
- 2021 : Prix du meilleur court métrage canadien, Festival international du film d'Hamilton, New York (en)
- 2021 : Prix de la meilleure œuvre de fiction, Made Here Film Festival, VTIFF, Burlington, Vermont